# Ministère de l'Éducation de base (Cameroun)
Le ministère de l'Éducation de base (en anglais : Ministry of Basic Education) est un département du gouvernement camerounais chargé de l'élaboration, de la mise en œuvre et de l'évaluation de la politique de l'éducation de base. Il est placé sous l'autorité d'un ministre.

## Histoire
À la suite de la loi n°98/004 du 4 avril 1998 fixant le cadre juridique général de l'éducation au Cameroun, le ministère de l'Éducation de base est créé par le décret n°2004/320 du 8 décembre 2004 en remplacement du ministère de l'Éducation nationale.

## Mission
Ce ministère est chargé :
- De l'organisation et du fonctionnement de l'Enseignement maternel et primaire[4],[5].
- De la conception et de la détermination des programmes d'enseignement et du contrôle de leur mise en œuvre[4].
- Des études et de la recherche sur les méthodes les plus appropriées pour l'éducation de base[6],[4].
- De l'élaboration des principes de gestion et d'évaluation des établissements de ce niveau d'enseignement[4].
- De la formation morale[7], civique et intellectuelle des enfants en âge scolaire en liaison avec le ministère de la jeunesse et de l'éducation civique[4].
- De la conception et de la diffusion des normes, règles et procédures d'évaluation[8] des apprenants[4].
- Du suivi et du contrôle de gestion administrative et pédagogique des établissements publics et privés de ce niveau d'enseignement[4].
- De l'élaboration et du suivi de la mise en œuvre de la carte scolaire de ce niveau d'enseignement[4].
- De l'élaboration, de l'analyse et de la tenue des statistiques de ce niveau d'enseignement[4].
- Du suivi des activités des associations des parents d'élèves et des enseignants (APEE)[4].
- Du suivi des constructions des bâtiments et infrastructures scolaires de ce niveau d'enseignement[4].
- De et de la formation continue des personnels enseignants et auxiliaires sous réserve des attributions dévolues aux autres départements ministériels[4].

## Liste des ministres depuis 1957
| N° | Années    | Noms et Prénoms           | Images |
| -- | --------- | ------------------------- | ------ |
| 1  | 1957-1958 | Vincent de paul ahanda    |        |
| 2  | 1958-959  | Njine michel              |        |
| 3  | 1959-1962 | Ekwabi ewane              |        |
| 4  |           | Tetang josué              |        |
| 5  | 1962-1963 | William Eteki Mboumoua    |        |
| 6  | 1963-1964 | Mongo so'o zachee         |        |
| 7  | 1964-1968 | William Eteki Mboumoa     |        |
| 8  | 1968-1973 | Mongo so'o zachee         |        |
| 9  | 1973-1977 | Bidias angon bernard      |        |
| 10 | 1977-1980 | Adamou ndam njoya         |        |
| 11 | 1980-1984 | Ze nguele rené            |        |
| 12 | 1984      | Pierre Hélé               |        |
| 13 | 1984-1986 | Robert Mbella Mbappe      |        |
| 14 | 1986-1989 | Ngango georges            |        |
| 15 | 1989-1992 | Mboui joseph              |        |
| 16 | 1992-1997 | Robert mbella mbappe      |        |
| 17 | 1997-2000 | Etoundi charles B         |        |
| 18 | 2000-2004 | Owona joseph              |        |
| 19 | 2004-2009 | Haman Adama               |        |
| 20 | 2009-2019 | Youssouf née Hadidja Alim |        |
| 21 | 2019      | Serge etoundi ngoa        |        |

### articles connexes
- Ministère des Arts et de la Culture (Cameroun)
- Ministère des Sports et de l'Éducation Physique (Cameroun)
- Ministère du Commerce (Cameroun)